# Las Trojas, Michoacán de Ocampo
Las Trojas är en ort i Mexiko.   Den ligger i kommunen Nuevo Urecho och delstaten Michoacán de Ocampo, i den södra delen av landet, 290 km väster om huvudstaden Mexico City. Las Trojas ligger 1 161 meter över havet och antalet invånare är 136.
Terrängen runt Las Trojas är lite bergig. Runt Las Trojas är det ganska glesbefolkat, med 48 invånare per kvadratkilometer. Närmaste större samhälle är Ario de Rosales, 17,8 km nordost om Las Trojas. I omgivningarna runt Las Trojas växer huvudsakligen savannskog.